# Movimento Cristiano-Democratico (Georgia)
Il Movimento Cristiano Democratico (ქრისტიანულ-დემოკრატიული მოძრაობა, k'ristianul-demokratiuli modzraoba, KDM) è un partito politico georgiano, fondato nel febbraio 2008 e guidato da Giorgi Targamadze, precedentemente un conduttore d'Imedi TV che una volta era stato membro del Parlamento della Georgia e uno stretto alleato di Aslan Abashidze, allora leader regionale di Adjara. Hanno aderito al partito anche gli ex giornalisti televisivi Imedi Magda Nanikashvili e Giorgi Akhvlediani e l'ex produttore Imedi Levan Vepkhvadze, ognuno dei quali ha lasciato l'emittente nel gennaio 2008, e una delle figure di spicco del partito, Nika Laliashvili.
Dall'agosto 2012 è affiliato al Movimento Politico Cristiano Europeo.
Tra le sue politiche vi è un impegno a rendere il cristianesimo ortodosso religione di stato della Georgia.

## Storia
Alle elezioni legislative georgiane del 21 maggio 2008, il partito era uno dei diversi partiti di opposizione per ottenere seggi in Parlamento. Tuttavia i partiti di opposizione nel loro complesso ebbero piccola rappresentazione così, dopo che le elezioni vennero considerate truccate, quasi tutti i deputati eletti rinunciarono ai loro mandati. I membri democristiani tuttavia scelsero di mantenere i loro posti, e il partito divenne la principale opposizione al governo del Movimento Nazionale Unito in Parlamento, spesso definito come l'"opposizione parlamentare."
Le fortemente polarizzate elezioni legislative dell'ottobre 2012 portarono il partito al terzo posto, ma un mero 2,05% dei voti non fu sufficiente per ottenere uno qualsiasi dei suoi candidati al parlamento, e il partito perse tutti i suoi sei seggi.
Nell'aprile 2014, dopo che il leader del partito Giorgi Targamadze ha annunciato che avrebbe lasciato il partito, la maggioranza dei membri e dei dirigenti del partito si è unito al Movimento Democratico - Georgia Unita di Nino Burjanadze e il partito si è praticamente unito con il partito di Burjanadze, alcuni dei membri del partito hanno criticato questa decisione, il partito esiste ufficialmente ancora sotto il dominio di Gocha Jojua.